# Zuo Qiuming
Pour les articles homonymes, voir Zuo.
 (octobre 2018).
Si vous disposez d'ouvrages ou d'articles de référence ou si vous connaissez des sites web de qualité traitant du thème abordé ici, merci de compléter l'article en donnant les références utiles à sa vérifiabilité et en les liant à la section « Notes et références ».
Zuo Qiuming était un lettré, un contemporain de Confucius, qui vécut entre 556 et 451 av. J.-C. 

On raconte qu'il était aveugle et chargé de l’historiographie de la principauté de Lu.
On lui attribue le Zuo Zhuan, commentaire aux Annales du royaume de Lu (Annales des Printemps et des Automnes) et le Discours des royaumes. C'est dans le Commentaire de Zuo où se trouve la première mention connue du passage de la comète de Halley, en 611 av. J.-C.